# Bee☆R
Bee☆R（ビーレーシング）は、日本のモータースポーツ・チューニングショップ。パワービルダー ビーレーシングと呼ばれることもある。

## 沿革
- 1990年 東京都世田谷区千歳台で開業。
- その後、横浜市青葉区に移転。
- 2003年に東京都町田市に再度移転して規模を大型化。
- 2024年1月5日、創業者の今井清則が癌に伴う多臓器不全で死去。後任は、長男の今井銀河が引き継いだ。2019年に大腸癌が見付かり、闘病を続けながら仕事をしていたが、2023年に癌の全身転移が確認され、余命宣告を受けていた。

## 略歴
主に馬力を上げるチューニングを得意としており、タービンの負荷を抑えるレブリミッターや、トヨタ車を改造していくうえで障害となる電子制御スロットルを解除する独自商品などを販売。また車両をツインチャージャー化に改造することに取り組んでおり、SR20DETやRB26DETTなどで搭載例がある。一方でレストアパーツやメニューにも手を広げ、例としてパーツではAE86用のカーボンドアトリムやドアの外装、メニューでは老朽化が進むBNR32に対して、ボディへのスポット増しを中心とした「プチレストア」と称するコースを取り扱っている。

## レース実績
全日本プロドリフト選手権にR34型スカイラインGT-Rのフロント部分を移植したR32型スカイラインGT-R（B324R)と2008年からはゼロクラウン(GRS180) 参戦。ドライバー手塚強（スカイラインGT-R）、時田雅義（ゼロクラウン）と共に参戦し、優勝1回（2008年・第3戦に手塚が優勝）。タイヤスポンサーはグッドイヤー。

## エピソード
- 社名はビールが由来、という説がOPTION2誌上で紹介されたことがある。ちなみにこの真相を今井に尋ねたところ｢ワインが好きだからBee☆R｣、と答えたらしい。
- 今井はビデオオプションに出演する事があり、その際に萌えTシャツを着用し店舗を紹介したことがある。
- 全日本プロドリフト選手権参戦中のマシン、手塚のR32型スカイラインGT-R（B324R)のダッシュボードとリアピラーと時田雅義のゼロクラウン(GRS180)のリアピラーには痛車を思わせるステッカー（ちゅるやさん）が今井代表の趣味で貼られている。手塚・時田選手本人はちゅるやさんの事を知らない。
- 同社の人気商品であるレブリミッターは、レブに当たっている時に点火カットの「パンパン」という音を発する。D1GPでB324Rが走行する際にも確認できる。